# IC 4118
IC 4118 је лентикуларна галаксија у сазвјежђу Ловачки пси која се налази на листи објеката дубоког неба у Индекс каталогу.
Деклинација објекта је + 38° 17' 37" а ректасцензија 13h 2m 51,6s. Привидна величина (магнитуда) објекта IC 4118 износи 14,8 а фотографска магнитуда 15,8. IC 4118 је још познат и под ознакама MCG 7-27-21, NPM1G +38.0273, PGC 45040.